# Gleitschirmakrobatik
Als Gleitschirmakrobatik wird der Kunstflug mit einem Gleitschirm bezeichnet. Während gewisse Manöver (Wingover, Steilspirale, Fullstall, SAT) im Rahmen eines Sicherheitstrainings durchgeführt werden, sind die meisten Manöver erfahrenen Piloten vorbehalten, da sie viel Training, sowie eine gute Körper- und Fluggerätebeherrschung voraussetzen. Viele Flugfiguren erfordern ein exaktes Timing bei der Ausführung und somit eine gute mentale Verfassung des Piloten. Training und Vorführung dieser Flugfiguren finden zumeist aus Sicherheitsgründen über einem See mit Schwimmweste und einem Rettungsboot statt, das Mitführen von zwei (oder mehr) Rettungsfallschirmen ist bei fortgeschrittenen Manövern Standard.
Die Figuren lassen sich in zwei Kategorien einteilen: positive Manöver, welche primär die Dynamik des Schirms nutzen, und negative Manöver, die einen einseitigen oder kompletten Strömungsabriss beinhalten. Darüber hinaus gibt es eine große Anzahl von Verbindungen, in denen nahtlos eine Figur in eine andere übergeht.

## Geräte/Ausrüstung
Die ersten Kunstflugversuche wurden mit normalen Gleitschirmen gemacht. Um ein dynamischeres Verhalten der Schirme zu erreichen, wurden sie meist (weit) über der empfohlenen Gewichtsgrenze geflogen. Inzwischen gibt es einen Markt an Freestyle- und Akrobatik-Schirmen. Letztere sind wesentlich kleiner (< 20 m² projizierte Fläche) und haben eine bewusst stark reduzierte Pendelstabilität, wodurch Manöver wie Infinity-Tumbling erst möglich werden.
Für den Einstieg in diese Disziplin des Gleitschirmfliegens ist kein Freestyle-Schirm notwendig, da fast alle Figuren auch mit gewöhnlichen Gleitschirmen durchgeführt werden können. Zum Erlernen ist ein zu früher Wechsel auf Akrobatik-Schirme sogar kontraproduktiv, da diese eine präzisere Ansteuerung benötigen und dadurch Lernerfolge behindern. Zudem steigen die Gefahren durch die hohe Dynamik der kleineren Schirme.
Die verwendeten Gurtzeuge verfügen meist über einen zweiten Rettungsschirm-Container. Der Brustgurt kann in der Regel weiter geöffnet werden als bei gewöhnlichen Gurtzeugen, was eine extreme Gewichtsverlagerung ermöglicht. Die Körperhaltung ist kompakt und aufrecht, um die Gefahr eines ungewollten Twists, also des Eindrehens der Tragegurte, zu minimieren.

## Wettbewerbe
Bis 2006 hatte das Red Bull Vertigo in Villeneuve am Genfersee (Schweiz) den Status einer inoffiziellen Weltmeisterschaft in dieser noch jungen Sportart. 2006 wurde die letzte Austragung des Vertigo vom Weltluftsportverband Fédération Aéronautique Internationale (FAI), im Speziellen von der Internationalen Hängegleiter- und Gleitschirmflug-Kommission (CIVL), als erste offizielle Weltmeisterschaft anerkannt. Weitere regelmäßige Akro-Veranstaltungen finden in Villeneuve, Zell am See/Obertraun (Österreich), Omegna, am Gardasee, am Ortasee (alle drei Italien), in Voss (Norwegen), Ölüdeniz (Türkei), Chambéry, Annecy (beide Frankreich) und in Salta (Argentinien) statt. 
Die für das Publikum sehr spektakulären Wettkämpfe werden von den Piloten einzeln oder in Zweierteams im Synchronflug vorgeführt. Durch die Schwierigkeit, die Manöver synchron mit einem Partner durchzuführen, wird dieses Fliegen im Team von vielen Piloten als die Königsdisziplin der Gleitschirmakrobatik angesehen. Daneben treten größere Gruppen als Showvorführung auf.
Eine weitere Form der Gleitschirmakrobatik stellt das bodennahe Freistilfliegen dar, auch Wagga Style genannt. Dabei werden bei laminarem Wind verschiedene Manöver, bei denen Pilot oder Schirmkappe Bodenkontakt haben, durchgeführt. Dazu zählen Vrillen-Landung, Bodenspirale und kreatives Bodenhandling. Seit 2003 findet jährlich an der Dune du Pyla (Frankreich) ein Wettbewerb in dieser Disziplin statt.

## Figuren

### Wingover

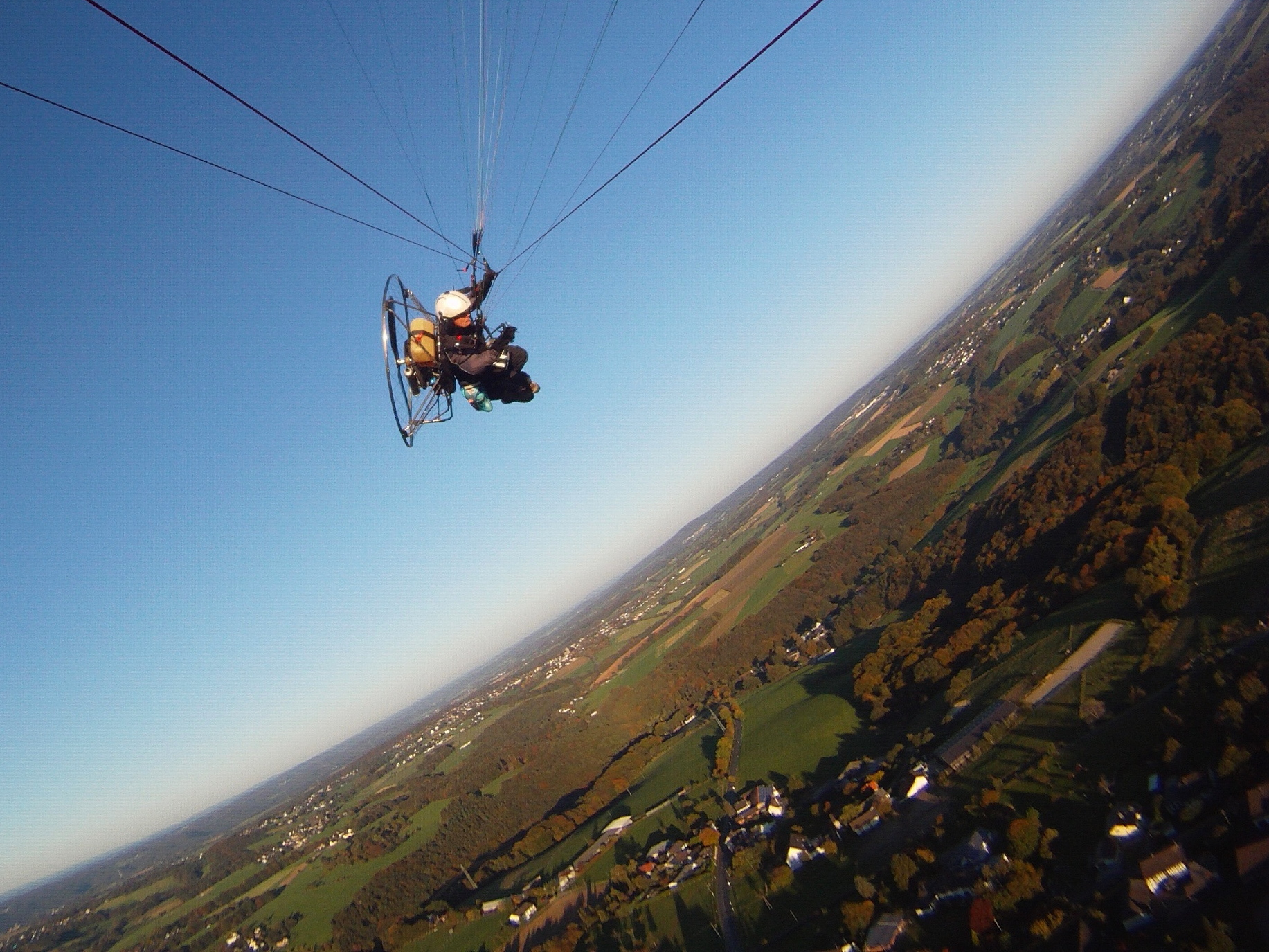
Motorschirmpilot während des „Wingover“.

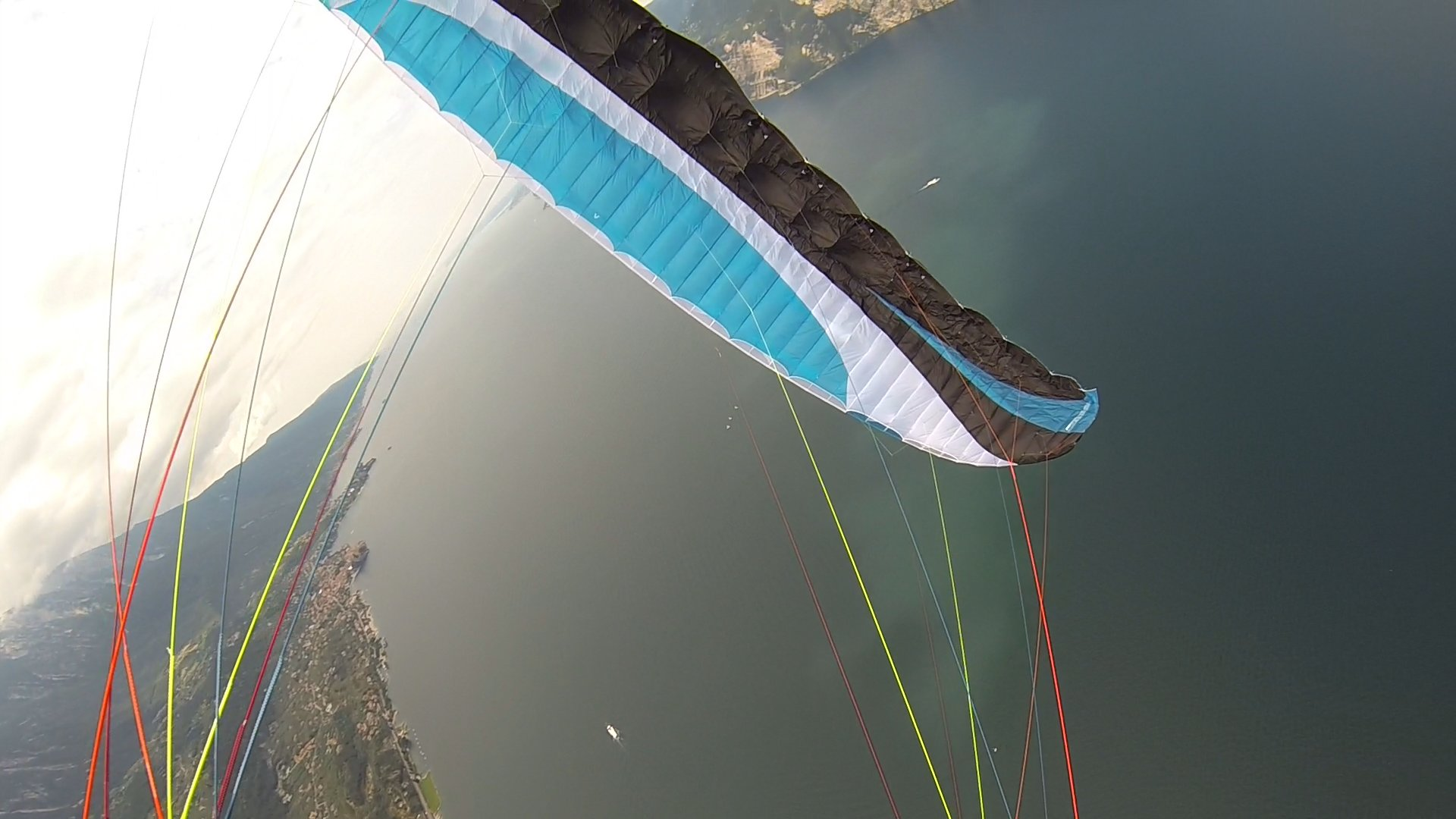
Wingover über dem Gardasee

Es handelt sich um einen extremen Kurvenwechsel während des Fluges mit seitlichem Auspendeln des Piloten. Je nach Ausführung kann die Figur von einem leichten Pendeln des Piloten unter dem Schirm bis hin zu einem massiven Übersteigen des Schirmes ausgeführt werden. Bei hohen Wingovern wirken auf den Piloten während kurzer Momente starke Beschleunigungskräfte ein.
In gemäßigter Form ist es ein nützliches Manöver, um die eigene Steuerungskoordination besser kennenzulernen und zu trainieren. Die Ansätze, die gesteigert zum Wingover führen, das Rollen, wird meistens schon in der Grundschulung geübt.
Gleichförmige, in einer Linie geflogene und hohe Wingover verlangen vom Piloten Feingefühl, ein gutes Timing und Präzision sowie viel Übung. Eine fehlerhafte Ausführung der Flugfigur kann zum Einklappen des Gleitschirms führen. Mit einem ausreichend dynamischen Schirm kann der Wingover bis zum Looping gesteigert werden.
Hohe Wingover führen bei inkorrekter Ausführung zu Klappern der oberen Flügelhälfte mit zum Teil massiven Verhängern, zum Wegdrehen und zu Abstürzen. Ab einer vom Schirm abhängigen Höhe muss Stütz-Bremse der Kurvenaußenseite gegeben werden, um dies zu verhindern.

### Steilspirale
Die klassische Steilspirale ist eine technisch relativ einfache, jedoch körperlich anspruchsvolle Flugfigur. Der Pilot dreht sich dabei in einer Spiralbewegung um den Gleitschirm, der eine enge Kreisbahn fliegt. In einer vollen Spirale neigt sich die Eintrittskante des Gleitschirms in Richtung Boden.
Die Spirale wird von Piloten außerhalb der Gleitschirm-Akrobatik auch als Schnellabstiegsmanöver genutzt, um bei drohender Gefahr effizient Höhe abzubauen. Die Sinkgeschwindigkeit liegt zwischen 10 und ca. 25 m/s.
Bei zunehmender Sinkgeschwindigkeit treten immer größere Fliehkräfte auf. Bei einem Sinken von 15–18 m/s können Belastungen von ca. 3,8g auftreten, bei größerem Sinken sind bis zu 5g und mehr möglich. Bei Steigerung der Sinkgeschwindigkeit können diese Kräfte zu einem stabilen Flugzustand (Stabile Spirale) führen, der vom Piloten nur aktiv wieder auszuleiten ist.
Als Bodenspirale bezeichnet man eine Spirale, die so spät ausgeleitet wird, dass ein Stabilo (eine Flügelspitze) den Grund bereits berührt hat. Diese wird oft bei Vorführungen über Wasser gezeigt, wobei die Landung dann meist auf einem Floß erfolgt.

### Asymmetrische Spirale
Eine Weiterentwicklung der Steilspirale und des Wingovers ist die Asymmetrische Spirale. Der Name ist irreführend, da es sich im Grunde um ein Wingover-Bewegung handelt, die jedoch immer wieder in die gleiche Richtung ausgeführt wird. Dabei wird die Achse der Spirale immer mehr in Richtung Horizontale gedreht. Bei perfekter Ausführung kann sie so geflogen werden, dass der Pilot weit über Schirmhöhe steigt.

### Fullstall

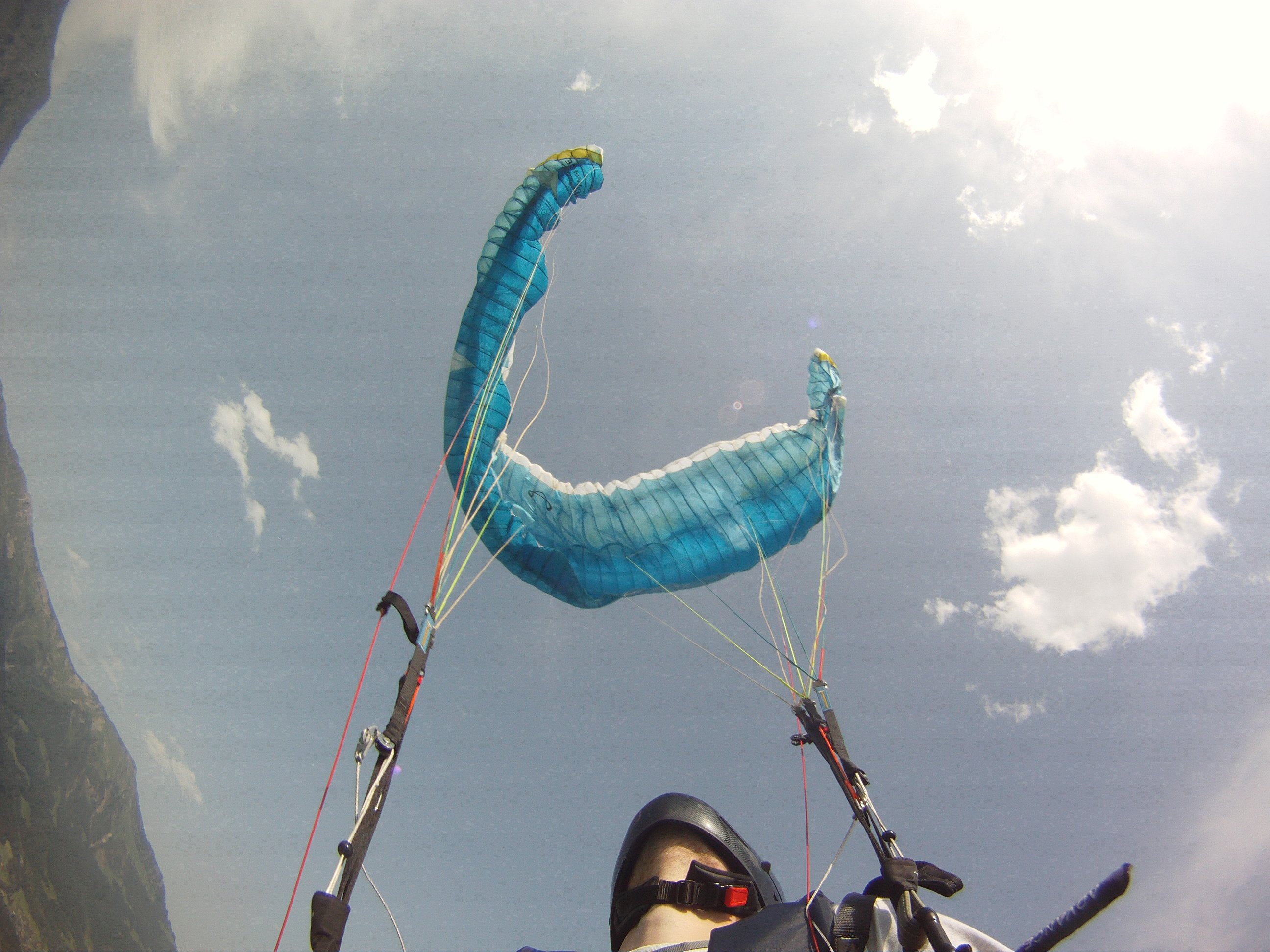
Fullstall

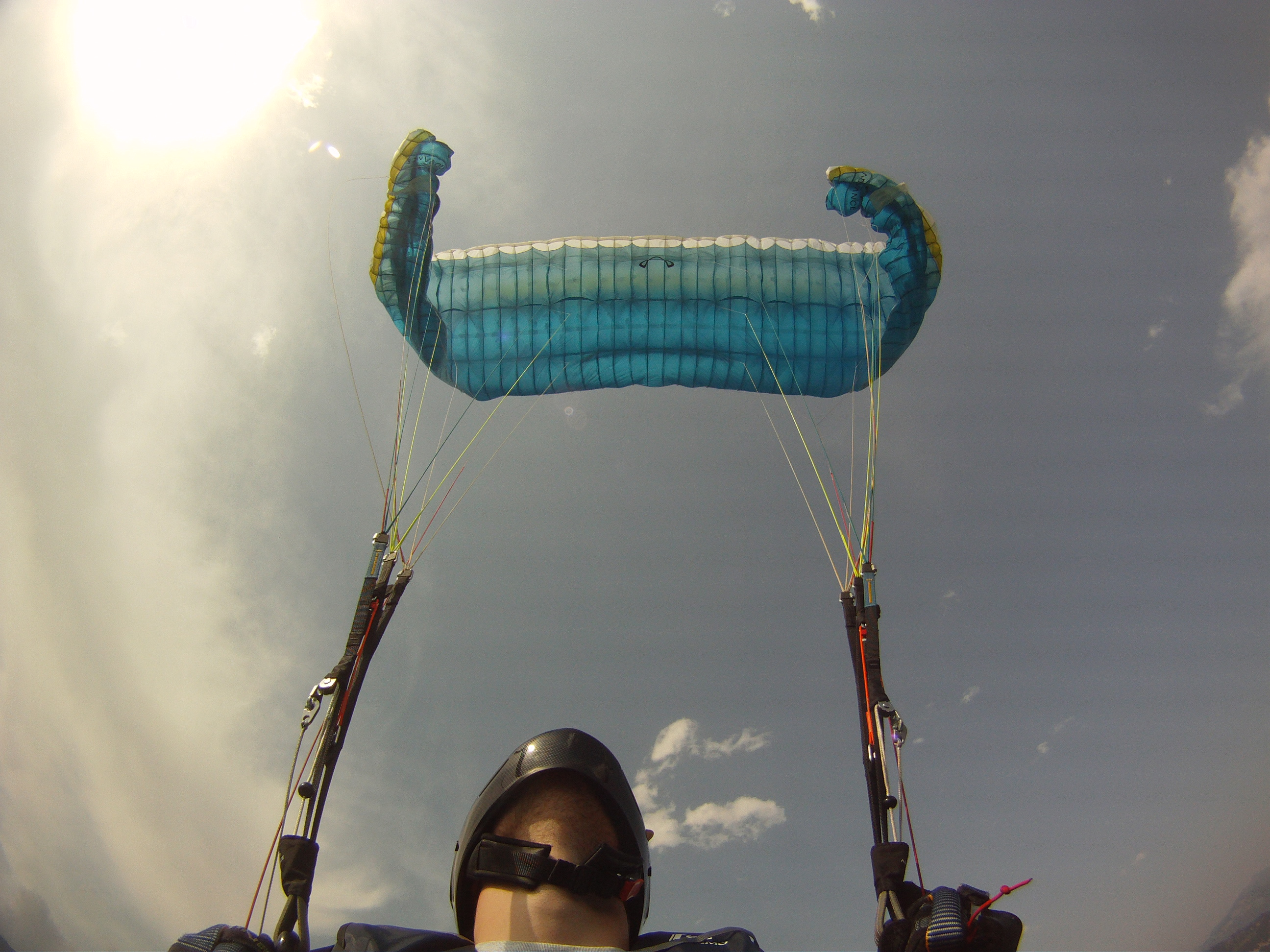
Tailslide

Der Fullstall ist ein kompletter Strömungsabriss über die gesamte Schirmbreite. Dies wird erreicht, indem der Gleitschirm symmetrisch bis unter die Mindestfluggeschwindigkeit abgebremst wird.
Wird nach dem Abkippen in den Fullstall wieder etwas Bremse freigegeben geht der Schirm dabei gewöhnlich in den Rückwärtsflug (teils Tailslide, Flyback oder Backfly genannt). In diesem Zustand fließt die Strömung in umgekehrter Richtung von der eigentlichen Schirmhinterkante nach vorne. Während dieser Zustand für gewöhnliche Gleitschirmpiloten anspruchsvoll ist, wird der Flyback von erfahrenen Akro-Piloten absolut sicher beherrscht und Manöver häufig über diesen ausgeleitet.
Bei Schirmen mit hoher Streckung reißt die Strömung zuerst an den Flügelenden ab; die entstehende Form eines Hufeisens oder einer Rosette macht den Fullstall mit diesen Modellen anspruchsvoller.
Mit präzisen Steuerimpulsen ist es möglich den Schirm nach dem Fullstall im Sackflug zu halten. Im Sackflug fliegt der Schirm, anders als im gewöhnlichen Flug und im Tailslide, weder nach vorne noch nach hinten. Der Sackflug ist im Gegensatz zum Tailslide ein instabiles Manöver, welches ständige Korrekturen benötigt.
Der wichtigste Punkt bei dieser Figur ist das saubere Ausleiten, wenn durch nachlassenden Bremsleinenzug der Schirm wieder Vorwärtsfahrt aufnimmt. Befindet sich das Pendelsystem Schirmkappe-Pilot in diesem Zeitpunkt in einer ungünstigen Konstellation, kann es zu einem schnellen „Vorschießen“ des Schirms kommen und der Pilot in die Gleitschirmkappe hineinfallen und sich dort verhängen. Auch ein unsymmetrisches Ausleiten kann zu einem unkontrollierten Flugzustand führen.
Wird der Fullstall nicht aus dem normalen Flug heraus ausgeführt, sondern aus voller Fahrt, aus einer asymmetrischen Spirale oder einem Wingover, wird von einem Dynamic Fullstall gesprochen, da der Pilot dabei zum Zeitpunkt des Strömungsabrisses wesentlich weiter nach vorne pendelt. Bei extremer Ausführung kann der Pilot sogar bis auf gleiche Höhe mit der Schirmkappe hinaufpendeln.

### Vrille/Helikopter
Eine Vrille ist ein einseitiger Strömungsabriss. Dieser wird durch Anbremsen der einen Flügelhälfte bis unter die Mindestfluggeschwindigkeit erreicht. In der Figur dreht sich der Gleitschirm flach um die eigene, senkrechte Achse. Dabei bewegt sich das eine Flügelende in der üblichen Flugrichtung (vorwärts), das andere Ende entgegen seiner normalen Flugrichtung (rückwärts). Eine Vrille über mehrere Umdrehungen geflogen, mit komplett geöffnetem Segel und dem Piloten sauber in der Drehachse zentriert, wird Helikopter genannt.
Ein Helikopter wird meist aus dem Sackflug heraus eingeleitet und verlangt vom Piloten viel Feingefühl. Eine andere Einleitung läuft über einen doppelten Aufstopp-Impuls, der genau auf die Schirm-Pendel-Frequenz abgestimmt sein muss.
Das Sinken während dieser Figur beträgt ca. 4–5 m/s. Eine Überleitung aus einem Helikopter in einen in die Gegenrichtung drehenden Helikopter wird auch als Twister bezeichnet.
Die Ausleitung läuft entweder direkt durch das Anfahren der gestallten Seite, oder über einen Fullstall.

### Gegendreher/Looping
Für dieses Manöver wird meistens über die asymmetrische Spirale Schwung geholt. Durch rechtzeitige Gewichtsverlagerung auf die Gegenseite und angepassten Bremseinsatz wird der Pilot durch den aufgebauten Schwung über den Schirm geschleudert.
Wird diese Figur so geflogen, dass der Pilot senkrecht über seinen Schirm fliegt, spricht man auch von einem Looping.
Der Looping und seine Vorbereitung ist eine der spektakulärsten, aber auch gefährlichsten Akrofiguren. Die Schwierigkeit besteht in der langsamen Trimmgeschwindigkeit des Fluggerätes. Der nötige Schwung kann nur durch spezielle Flugmanöver aufgebaut werden. Reicht dieser nicht aus, stürzt der Pilot in die Kappe.

### SAT

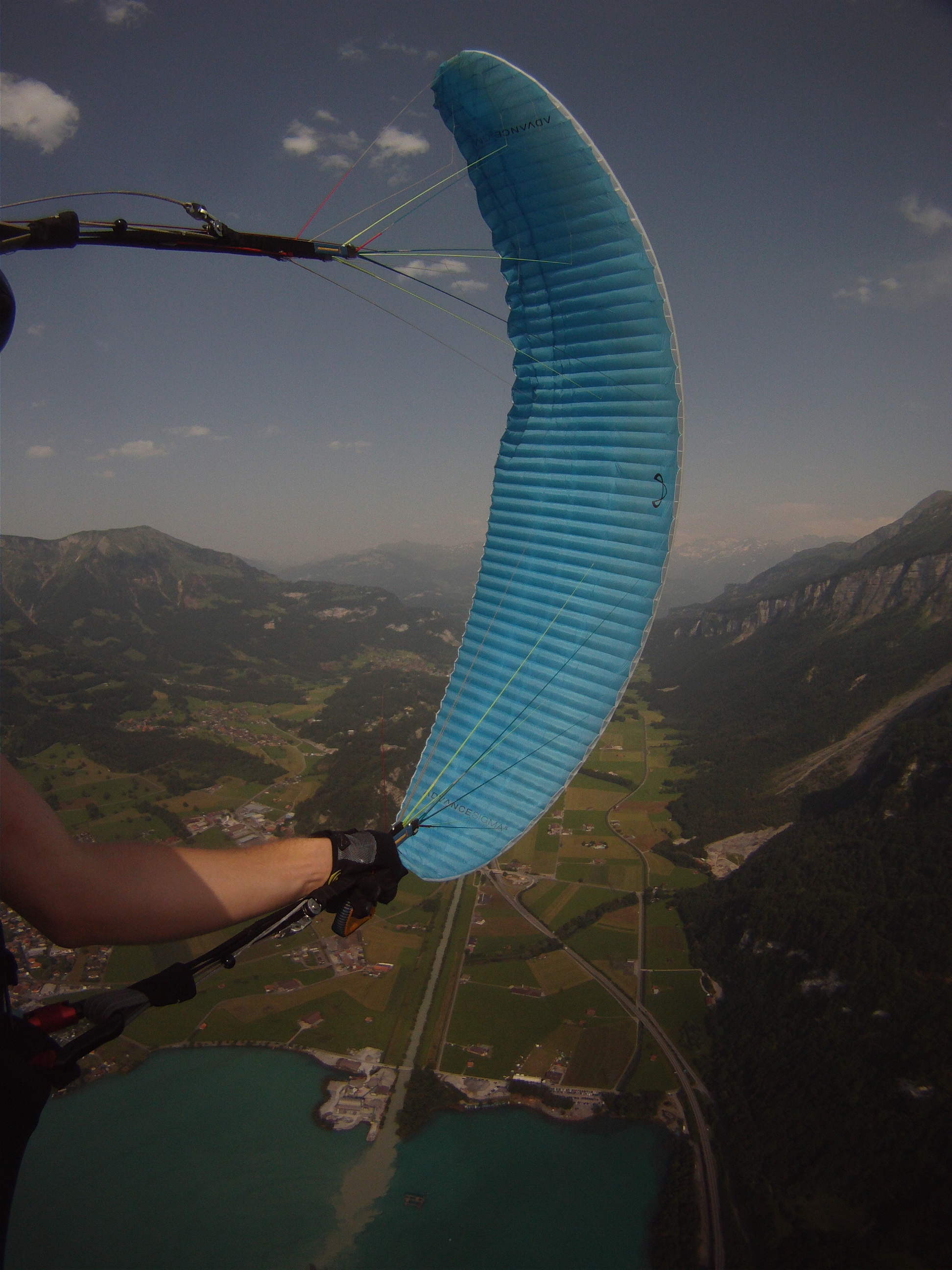
Gleitschirm im SAT

Der SAT wurde 2001 über Nacht zum Zauberwort der Akroszene. Der Name stammt vom Erfinderteam der Figur (Safety Acro Team), das diese Figur durch Zufall entdeckte. Die Figur wurde zur Grundlage für eine ganze Generation von neuen Akroflugfiguren, wie z. B. das Tumbling.
Dabei wird eine Art Steilspirale geflogen, bei der sich aber der Drehpunkt der Flugbahn zwischen Pilot und Gleitschirm befindet. Der Schirm fliegt weiter vorwärts, während sich der Pilot rückwärts im Kreis bewegt. Bei der Einleitung wird der Radius der Rotation schlagartig verkleinert, und es kommt (aufgrund der noch nicht angepassten Geschwindigkeit) zu einer kurzzeitig hohen Belastung. Es können Extremwerte von 3,5 g Zentrifugalbeschleunigung entstehen; die Sinkgeschwindigkeit in diesem Manöver kann auf etwa 4 m/s reduziert werden.
Dieses Flugmanöver wurde weiterentwickelt zum Asymmetrischen SAT. Diese Flugfigur weist durch ein geeignetes Timing des Piloten keine senkrechte Drehachse auf, sondern wird in Richtung Waagrechte verlegt. Dies erreicht der Pilot, indem er das Manöver beispielsweise aus der asymmetrischen Spirale heraus einleitet. Da die Drehachse irgendwo zwischen der Senkrechten und der Waagrechten liegt, ist diese Flugfigur eine gute Übung, um sich an den Tumbling heranzutasten.
Eine weitere Abwandlung des SAT ist der Rhythmische SAT. Dabei wird der Schirm von einem normalen SAT ausgehend immer mehr aufgeschaukelt, bis er den Asymmetrischen SAT erreicht hat. Man kann sich die Bewegung des Gleitschirms bei diesem Manöver als eine immer stärker werdende Sinusschwingung vorstellen. Erreicht wird dies, indem während des SAT die angebremste Seite rhythmisch immer ein wenig stärker gebremst und dann wieder ein wenig freigegeben wird. Profis können das Manöver bis zum Infinity Tumbling weiterführen.

### Tumbling

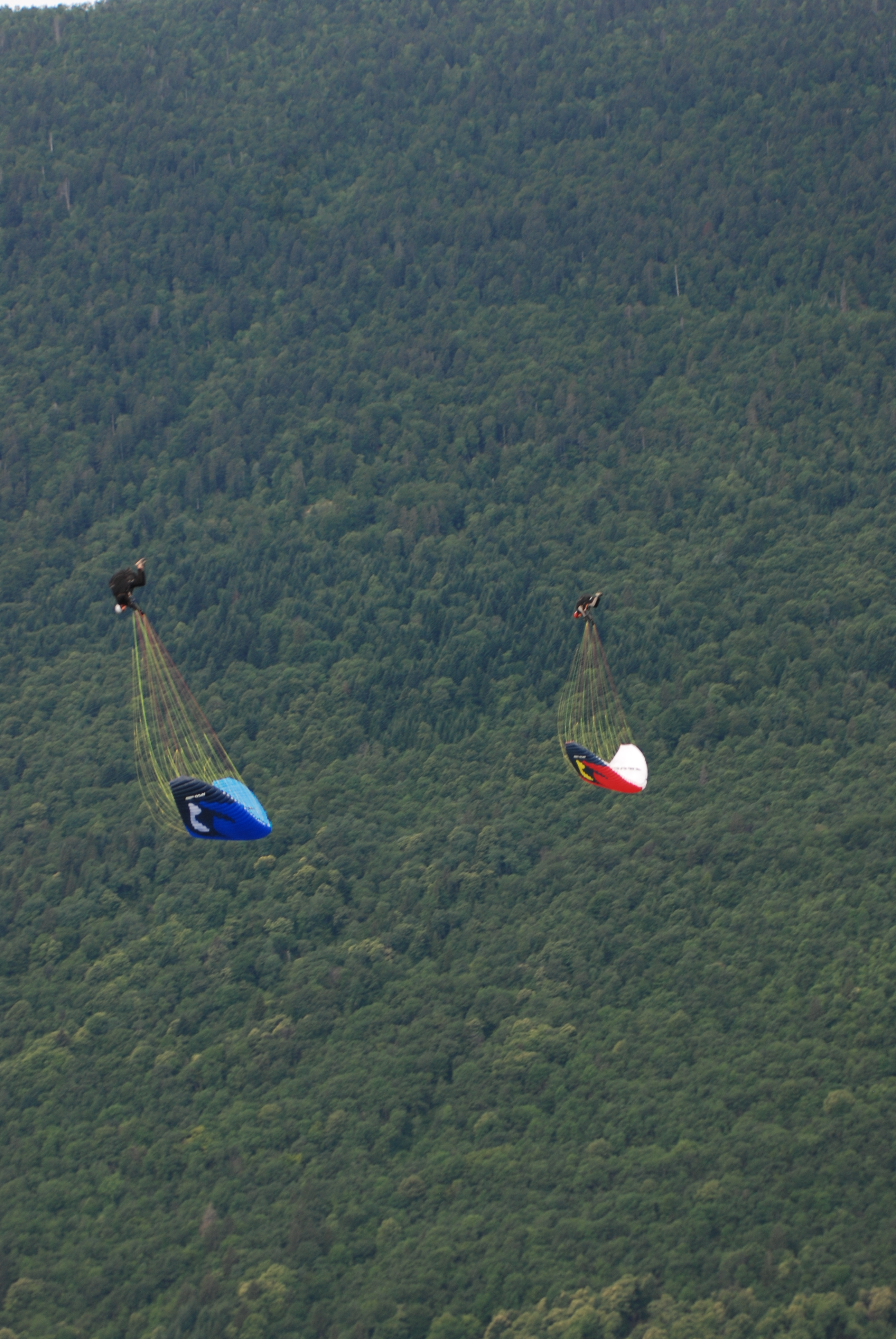
Infinity Tumbling

Beim Tumbling fliegt der Pilot nicht wie beim klassischen Looping über den Schirm hinweg, sondern der Schirm wird sozusagen unter dem Piloten „hindurchgeschleudert“. Dabei liegt die Drehachse wie beim SAT zwischen dem Piloten und dem Schirm. Die dafür notwendige Energie wird meist aufgebaut über einen Gegendreher, hohe Wingover oder über die asymmetrische Spirale. Dieser Schwung reicht meistens für zwei bis drei Umdrehungen.
Dieses reinrassige Akromanöver verzeiht keine Fehler von Mensch und Material. Messungen während dieser Figur haben Belastungen von bis zu 7,5 g ergeben.
Eine Weiterentwicklung ist das Infinity Tumbling. Durch geeignete Technik holt der Pilot, respektive der Schirm, bei jeder Umdrehung neuen Schwung, womit die Figur scheinbar endlos (englisch infinite) wiederholt werden kann. Entdecker dieses Manövers ist Raul Rodriguez, der während der Free Flight 2006 in Garmisch-Partenkirchen (Deutschland) insgesamt 82 Umdrehungen vollbrachte.
Der aktuelle Weltrekordhalter ist der Bulgare Veso Ovcharov, der am 20. September 2018 mit 613 Überschlägen in Bulgarien den aktuellen Rekord aufstellte.
Beim 2019 von Théo de Blic erfundenen Manöver SuperStall to Infinit wird das Infinity Tumbling über das ungestoppte Vorschiessen nach einem extrem dynamischen Fullstall eingeleitet.

### Mac Twist
Der Mac Twist (manchmal auch Ass Chopper genannt) wurde von Mathias Roten erfunden und ist eine Vrille, bei der die Drehachse der Flugbahn in die Horizontale gedreht wurde.
Dabei wird der Schirm über eine normale oder eine asymmetrische Spirale auf die gleiche Höhe gebracht wie der Pilot. Dann wird durch einen starken Bremsimpuls der Schirm in die Vrille gedrängt. Gute Piloten schaffen bis zu vier Umdrehungen.
Die größte Gefahr in diesem Manöver liegt darin, dass der Pilot aufgrund der Massenträgheit der Rotation der Gleitschirmkappe nicht schnell genug folgt und es dadurch zu einem Eindrehen der Fangleinen, dem sogenannten „Eintwisten“ kommt. Bereits ab einer vollen Umdrehung ist die Reibung der Leinen so hoch, dass die Bremsleinen nicht mehr wirkungsvoll betätigt werden können. Ab zwei Umdrehungen ist das Fluggerät nicht mehr steuerbar, es bleibt nur noch der Wurf des Rettungsfallschirms.

### Misty Flip
Der Misty Flip ist eine Weiterentwicklung des Mac Twists. Anders als beim Mac Twist ist jedoch bei einem sauber geflogenen Misty Flip der Gleitschirm komplett offen, beim Mac Twist sind meist die äußeren Flügelenden eingeklappt. Der Gleitschirm wird nicht in der Rotation gehalten, sondern gekonnt nach einer ca. 360° Drehung gestoppt und ausgeleitet. Dabei befindet sich die Kappe weit hinter dem Piloten und schießt mit hoher Dynamik nach vorne. Der Pilot muss im richtigen Moment den Schirm anbremsen um wieder in den Normalflugzustand überzugehen. Da (wie bei den meisten Akrofiguren) ein gutes Timing notwendig ist, besteht bei unsauberer Ausführung ein hohes Risiko in die Kappe geschleudert zu werden.

### Kombinationen und Variationen
Viele dieser Figuren können auch kombiniert werden. Hier sind einige aufgezählt:
| Name                        | Beschreibung |
| --------------------------- | --- |
| SAT to Helico:              | Es wird ein SAT geflogen und dabei wird die angebremste Seite so lange nachgezogen, bis die Strömung abreißt und der Gleitschirm in eine Vrille gelangt. |
| Helico to SAT:              | Es wird ein Helicopter geflogen (in diesem Fall nach rechts). Im nächsten Moment bremst man die Rotation ein wenig, bis der Schirm links ein wenig versetzt hinter dem Piloten steht. Die Bremsen werden freigegeben, und man lässt die Kappe leicht asymmetrisch nach rechts unten schießen. Während dieses Vorganges wird sofort die rechte Bremse wieder nachgezogen, und man fliegt einen SAT nach rechts. |
| Twister (Helico to Helico): | Es wird die Rotation des Helicopters gestoppt und in die Gegenrichtung gelenkt. |
| Misty to Infinity:          | In dem Moment bei der Ausleitung des Misty Flips, wo die Kappe nach vorschießen will, wird diese nicht angebremst. Wenn diese genug Dynamik hat, ist man im nächsten Moment in einem Tumble. Dieses Manöver ist nur mit Acro-Schirmen mit extremster Dynamik möglich. |
| Misty to Helico:            | Der Misty Flip wird beim Ausleiten wieder einseitig abgerissen, und man befindet sich in einem Helicopter. |
| SAT to SAT:                 | Bei der Ausleitung des SAT wird aus der Spirale ein SAT in die Gegenrichtung gezogen. |

Zahlreiche Manöver können auch getwistet ausgeführt werden. Dabei dreht sich der Pilot bewusst um 180° ein, so dass er zur Schirmhinterkante ausgerichtet ist.

## Gefahren
Trotz der subjektiv höheren Gefahr für den Piloten kommt es bei der Gleitschirmakrobatik zu weniger Unfällen, als in anderen Gleitschirm-Disziplinen. In den Jahren von 2007 bis 2019 wurden rund 9 % aller tödlichen Gleitschirm-Unfälle durch fehlgeschlagene Akrobatik-Figuren verursacht.
Mögliche Ursachen hierfür sind, dass Piloten durch das Akro-Training lernen den Gleitschirm aus fast allen Situationen wieder flugfähig zu machen. Akro-Piloten führen auch meist mindestens zwei Rettungsfallschirme mit sich und zögern seltener, diese auch auszulösen. Zusätzlich erfolgt das Training meist über Wasser mit einer Schwimmweste, wobei idealerweise sogar ein Rettungsboot zur Verfügung steht. Während eine Landung am Rettungsfallschirm in alpinem Gelände ein erhebliches Verletzungsrisiko mit sich bringt, so können bei einem Einschlag ins Wasser selbst solche Abstürze vergleichsweise glimpflich ausgehen, die an Land unmittelbar tödlich wären. Weitere Gefahrenquellen betreffen Akrobatik-Piloten in weit geringerem Ausmaß als andere Gleitschirmflieger. Beispielsweise werden Akrobatikmanöver meistens im freien Luftraum über bekanntem Gelände trainiert. Wenn terrestrische Hindernisse wie Seilbahnkabel oder Stromleitungen überhaupt in solchen Gebieten ein Problem darstellen, so sind sie den Piloten vorab bekannt – anders als Streckenfliegern über unbekanntem Gelände. Auch die Kollisionsgefahr untereinander ist meistens geringer, da sich die die Akrobatikpiloten für ihre Manöver meistens weiträumig über der Wasserfläche verteilen können. Sollen hingegen wie bei anderen Gleitschirmdisziplinen Aufwinde genutzt werden, so sammeln sich die Gleitschirme, zusammen mit Drachenfliegern und Segelflugzeugen, in den meist räumlich begrenzten Aufwindbereichen, was die Kollisionsgefahr zwischen den Luftfahrzeugen erhöht. Auch die Wetterbedingungen sind für die typischen Akrobatikflüge, kurze Flugzeit über bekanntem Terrain, oft einfacher zu kalkulieren. Trotz alledem sind die Akrobatikmanöver deutlich anspruchsvoller als die reguläre Beherrschung des Gleitschirms und beinhalten das Risiko des Kontrollverlustes. Besonders gefürchtet ist dabei der Sturz des Piloten in den eigenen Gleitschirm. Diese Situation führt nicht nur zu einem nahezu ungebremsten Absturz, sondern sie erschwert auch die Auslösung der Rettungsfallschirme erheblich, sodass unmittelbare Lebensgefahr besteht. Auch bei einem Spiralsturz können die hohen G-Kräfte zu Bewusstseinstrübungen führen und die Auslösung des Rettungsfallschirmes erschweren.

## Rechtliche Situation
In Deutschland ist Kunstflug mit dem Gleitschirm, der im deutschen Recht unter dem Begriff Luftsportgerät subsumiert wird, nach § 8 Abs. 1 LuftVO verboten.
Unter Kunstflug versteht man Flugzustände mit einer Neigung von mehr als 135 Grad um die Quer- oder Längsachse. Der DHV hat im Januar 2009 eine Arbeitsgruppe zum Thema Drachenflug- und Gleitschirm-Kunstflug gebildet, die klären soll, ob das Drachenfliegen und Gleitschirmfliegen vom generellen Kunstflugverbot für Luftsportgeräte befreit werden sollte.
In Österreich ist der Kunstflug für Hänge- und Paragleiter nicht speziell geregelt. Die allgemeinen Regeln für Kunstflug verbieten diesen unter 500 Meter über Grund, über Menschenansammlungen bzw. über dicht besiedeltem Gebiet, sofern keine Ausnahmegenehmigung vorliegt. Da für in Österreich zugelassene Geräte seit der Gesetzesnovelle ZLLV 2010 Teil 7 nur mehr eine Lufttüchtigkeitsforderung (LTF) notwendig ist, welche der Hersteller und nicht ein Zulassungsbetrieb erteilt, können Akrobatikschirme legal betrieben und sogar versichert werden, sofern die Nachprüfintervalle eingehalten werden.
In der Schweiz ist Kunstflug für Hänge- und Paragleiter ebenfalls nicht geregelt. Für die Geräte besteht lediglich eine Kennzeichnungs-, aber keine Zulassungspflicht. Somit ist Gleitschirmakrobatik zulässig.